# Bandmatrix
Mit Bandmatrix wird in der numerischen Mathematik eine Matrix bezeichnet, bei der zusätzlich zur Hauptdiagonalen nur eine bestimmte Anzahl von Nebendiagonalen Elemente ungleich null aufweist. Sind nur eine untere und eine obere Nebendiagonale ungleich null, so spricht man von Tridiagonalmatrizen. Diese Matrizen sind damit dünnbesetzte Matrizen mit einer speziellen Struktur. Bandmatrizen entstehen häufig bei der Diskretisierung von Differentialgleichungen.

## Beschreibung
Seien {\displaystyle p,q\in \mathbb {N} } mit {\displaystyle p,q\geq 0}, so ist die Matrix A eine Bandmatrix der Bandbreite {\displaystyle l=p+q+1}, falls für ihre Elemente {\displaystyle a_{ij}} gilt:
{\displaystyle a_{ij}=0} für {\displaystyle j+p<i} oder {\displaystyle i+q<j.}
Neben der Hauptdiagonale sind also nur p untere und q obere Nebendiagonalen besetzt. 
{\displaystyle \left({\begin{matrix}a_{11}&\ldots &a_{1(q+1)}&0&\ldots &\ldots &\ldots &0\\\vdots &\ddots &&\ddots &\ddots &&&\vdots \\a_{(p+1)1}&&\ddots &&\ddots &\ddots &&\vdots \\0&\ddots &&\ddots &&\ddots &\ddots &\vdots \\\vdots &\ddots &\ddots &&\ddots &&\ddots &0\\\vdots &&\ddots &\ddots &&\ddots &&a_{(n-q)n}\\\vdots &&&\ddots &\ddots &&\ddots &\vdots \\0&\ldots &\ldots &\ldots &0&a_{n(n-p)}&\ldots &a_{nn}\end{matrix}}\right)}

## Eigenschaften
Für positiv definite Bandmatrizen bleibt die Bandstruktur in der Cholesky-Zerlegung erhalten. Verwendet man Spaltenpivotisierung zur Lösung, so gilt dies auch für die LR-Zerlegung einer regulären Bandmatrix. Dabei erhöht sich lediglich die Anzahl der Diagonalen leicht. Der Aufwand für die Berechnung reduziert sich jeweils auf {\displaystyle O(n)}.